# 鈴木吉弘
鈴木 吉弘（すずき よしひろ、1968年5月15日 - ）は、株式会社フジテレビジョン執行役員。元株式会社鈴木会社所属。

## 略歴・人物
神奈川県出身。1991年、京都大学法学部卒業、フジテレビジョン入社。編成部、営業、BSフジなどを経て2001年よりドラマプロデューサーに。『電車男』『西遊記』『ガリレオ』などのヒット作品を手掛ける。
2009年にフジテレビを退社し、Wiiの間株式会社に入社。2011年5月には株式会社鈴木会社を設立し、フリーのプロデューサーとしてテレビや映画で活動する。
2017年6月30日で株式会社鈴木会社を清算し、翌7月1日付でフジテレビジョンに復職、編成局編成センターゼネラルプロデューサーとなる。
2018年4月30日付で編成局制作センター第一制作室長に昇格。鈴木雅之の後任となる。
2019年7月1日付で編成制作局編成センター室長に昇格。
2023年7月期のフジテレビ系・木曜劇場『この素晴らしき世界』にて、烏丸マル太名義で脚本を担当した。
2025年3月27日付でフジテレビジョン執行役員（編成・ビジネス推進・DATA STUDIO・広報・スポーツ担当）に就任。
TBSのプロデューサー、植田博樹は京大・映画サークルの先輩に当たる。

## 作品

### テレビドラマ

#### プロデュース
- いつもふたりで（2003年）
- あなたの隣に誰かいる（2003年）
- 1minutes（2004年）
- 人間の証明（2004年）
- 電車男（2005年）
- 西遊記（2006年）
- わたしたちの教科書（2007年）
- ガリレオ（2007年）
- 黒部の太陽（2009年）
- ラヴソング（2016年）
- この素晴らしき世界（2023年）
- 嘘解きレトリック（2024年）

#### 企画
- NIGHT HEAD（1993年）
- 振り返れば奴がいる（1993年）
- じゃじゃ馬ならし（1993年）
- 文學ト云フ事（1994年）
- おだまりコンビシリーズ（1999年、2000年、2002年）
- ハッピーマニア（1998年）
- お水の花道（1999年）
- 恋ノチカラ（2002年）
- HERO（2014年）

#### 編成
- 天使のお仕事（1999年）

#### 脚本
- この素晴らしき世界（2023年）*烏丸マル太名義

### テレビアニメ

#### プロデュース
- キテレツ大百科
- 七つの海のティコ
- ロミオの青い空
- 花さか天使テンテンくん
- GTO
- ちびまる子ちゃん
- いじわるばあさん
- ∀ガンダム
- サザエさん

#### 企画
- ONE PIECE

### 映画

#### プロデュース
- 西遊記（2007年）
- 容疑者Xの献身（2008年）

#### プロデューサー
- 真夏の方程式（2013年）
- 幕末高校生（2014年）
- 脳内ポイズンベリー（2015年）

#### 企画
- HERO（2015年）

### その他

#### 編成企画
- 料理の鉄人
- たほいや
- 古代エジプトパズル
- じゃぱん
- レッド・ツェッペリン
- 5年後
- 自分クイズ
- 爆笑問題の平均王決定戦
- テクノマエストロ
- 東京ZOO